# Noureddine Naybet
Noureddine Naybet M. (ara. نور الدين نيبت) (Casablanca, Maroko, 10. veljače 1970.) je umirovljeni marokanski nogometaš i bivši kapetan. Njegova pozicija na terenu bila je središnji obrambeni igrač.

## Klupska karijera
Svoju karijeru Naybet započinje u Wydad Casablanci te nakon četiri godine nastupanja za taj klub prelazi u francuski FC Nantes u kojemu se zadržava svega godinu dana. Nakon karijere u lisabonskom Sporting C.P.-u, prelazi u Deportivo de La Coruñu. Naybet je najveći dio karijere i najveće trenutke proveo u španjolskome klubu Deportivo de La Coruña. S tim klubom osvojio je španjolsko prvenstvo, Copa del Rey te dva španjolska Superkupa.
U kolovozu 1999. Naybet je dogovorio sve uvjete za prelazak u Manchester United. Međutim, Crveni vragovi bili su zabrinuti zbog njegove ozljede koljena te je umjesto njega naknadno doveden francuski nogometaš Mikaël Silvestre.
Ipak, Naybet je zaigrao u engleskom Premiershipu 2004. nastupajući u dresu londonskog Tottenham Hotspura. Za klub je potpisao tijekom kolovoza u dobi od 34 godine. Iako je u sezoni 2004./05. bio važan član Tottenhama, pod vodstvom novog trenera Martina Jola, Naybet je sezonu 2005./06. proveo kao rezervni igrač. Pod Jolovim vodstvom momčadi, Naybet je te sezone odigrao samo jednu utakmicu, onu protiv Charlton Athletica. Veliko iskustvo i utjecaj Noureddinea Naybeta bili su veliki čimbenik njegove sjajne suradnje na terenu s Ledleyjom Kingom i Michealom Dawsonom u srcu Tottenhamove obrane. Svoj jedini gol za Tottenham, Naybet je postigao protiv gradskog rivala Arsenala u 5:4 porazu na White Hart Laneu.
Momčad Tottenham Hotspura napustio je 26. svibnja 2006. te je u kolovozu 2007. postao pomoćnik marokanskog izbornika Henrija Michela.

## Reprezentativna karijera
Za reprezentaciju Maroka odigrao je 115 utakmica te postigao 2 gola. U siječnju 2006. Naybet je nastupao za reprezentaciju Maroka na Afričkom kupu nacija te kao da je najavio svoje navlačenje iz međunarodnog nogometa kasnije.
S Marokom je osvojio srebro na Afričkom kupu nacija 2004. u finalu protiv Tunisa.
Rijetko se koji nogometaš kao Naybet može pohvaliti da je sa svojom reprezentacijom nastupio na 5 velikih natjecanja:
- Ljetne Olimpijske igre u Barceloni, 1992.
- FIFA Svjetsko prvenstvo u SAD-u, 1994.
- FIFA Svjetsko prvenstvo u Francuskoj, 1998.
- Afrički kup nacija, 2004.
- Afrički kup nacija, 2006.

## Vanjske poveznice
- Profil igrača na fan stranici kluba Deportivo de La Coruñe
- Službeni Tottenham Hotspur profil igrača
- Noureddine Naybetom profil na norveškom
- Noureddine Naybet na RSSSF.com
- Profil igrača u engleskoj Premierligi  Arhivirana inačica izvorne stranice od 7. prosinca 2013. (Wayback Machine)